# Claude Ballif
Claude André François Ballif (ur. 22 maja 1924 w Paryżu, zm. 24 lipca 2004 w Poissons) – francuski kompozytor, teoretyk muzyki i pedagog.

## Życiorys
Studiował w konserwatorium w Bourdeaux u Juliena-Fernanda Vaubourgoin oraz w Konserwatorium Paryskim u Noëla Gallona, Tony Aubina i Oliviera Messiaena. Następnie kontynuował naukę w Berlinie u Borisa Blachera i Josefa Rufera oraz u Hermanna Scherchena w Darmstadcie. Wykładał w Instytucie Francuskim w Berlinie (1955–1957) i Hamburgu (1957–1958). Od 1959 do 1963 roku pracownik działającej przy Radiodiffusion-Télévision Française (RTF) Groupe de recherches musicales. Wykładowca konserwatoriów w Reims (1965–1968) i Paryżu (1971–1990).
Otrzymał I nagrodę na konkursie kompozytorskim w Genewie (1955) i nagrodę im. Arthura Honeggera (1973). Laureat nagrody muzycznej miasta Paryża (1980). Napisał książkę poświęconą Hectorowi Berliozowi (Paryż 1968). Ponadto był autorem prac Introduction à la métatonalité (Paryż 1956), Bach et les musiques d’aujourd’hui (Tuluza 1985), Economie musicale: Souhaits entre symboles (Paryż 1988), L’habitant du labyrinthe: Entretiens avec Alain Galliari (Isles-lès-Villenoy 1992).

## Odznaczenia
- 1984 – Kawaler Orderu Sztuki i Literatury[5]
- 1991 – Kawaler Orderu Narodowego Zasługi[5]
- 1994 – Oficer Orderu Narodowego Zasługi[5]

## Twórczość
Wychodząc od tradycyjnych technik kompozytorskich i zasad dodekafonii, sformułował Ballif koncepcję metatonalności, systemu łączącego w sobie diatonikę i chromatykę, opartego na skali 11-dźwiękowej. Jej zasady przedstawił w pracy Introduction à la métatonalité (Paryż 1956).

## Ważniejsze kompozycje
(na podstawie materiałów źródłowych)
- La Vie du mont qui vient, symfonia na chór i orkiestrę (1953, wersja zrewidowana 1972–1973)
- 4 antiennes à la Sainte Vierge na chór i orkiestrę kameralną (1953)
- Airs comprimés na fortepian (1953)
- Lovecraft (1955)
- Fantasio (1957, wersja zrewidowana 1976)
- Voyage de mon oreille (1957)
- Sonata na flet (1958)
- Kwintet na flet, obój i trio smyczkowe (1958)
- Phrases sur le souffle na alt i 8 instrumentów (1958)
- Mouvement pour 2 na flet i fortepian (1959)
- Solfeggietto na flet, różek angielski, skrzypce lub klarnet (1961)
- muzyka konkretna Étude au ressort (1961)
- Podwójne trio na flet, obój i wiolonczelę oraz skrzypce, klarnet i róg (1961)
- A cor et à cri (1962)
- Point, mouvement (1962)
- Sonata na wiolonczelę i fortepian (1962)
- Cahier de Violon (1962)
- Imaginaire I na 7 instrumentów (1963)
- Ceci et cela (1965)
- Imaginaire II na 7 instrumentów (1967)
- Requiem na 5 chórów, 8 głosów solowych i orkiestrę (1968)
- Prières (1971)
- Chapelet (1971)
- Concert Symphonique I (1976)
- Poème de la félicité (1978)
- Cinquième imaginaire na 2 fortepiany, flet, obój, klarnet, kornet, róg, altówkę i kontrabas (1978)
- Solfeggietto n° 8 na saksofon (1981)
- Concert Symphonique II (1984)
- Haut les Rêves na skrzypce i orkiestrę kameralną (1984)
- Le Livre du serviteur na tenora, chór i orkiestrę (1984)
- Concert Symphonique III (1988)
- La Transfiguration de l’univers. Symphonie mystique No. 3 na 3 chóry mieszane, instrumenty dęte blaszane i perkusję (1992)
- Battez sons pleins, kwartet na dzwonki (1996)
- Concert Symphonique IV (1999)
- Au clair de la lune bleue (2000–2001)
- 5 kwartetów smyczkowych (1955, 1958, 1959, 1987, 1989)
- 4 tria smyczkowe (1956, 1959, 1969, 1992)
- 4 sonaty organowe (1956)
- 6 sonat fortepianowych (1957–1994)
- kwartet saksofonowy (1995)